# Epoch: An American Dance Symphony
Epoch: An American Dance Symphony is een compositie van de Amerikaanse componist George Frederick McKay. Het is geschreven voor symfonieorkest, maar is tegelijkertijd balletmuziek. Het is geschreven in de periode dat de Verenigde Staten zich ontworstelde aan de economische malaise en Duitsland zich opmaakte voor de Tweede Wereldoorlog. McKay leidde zelf de première.

## Muziek
De compositie behandelt niet de Amerikaanse geschiedenis (epoch), maar geeft het beeld weer gedurende de periode van het leven van vier schrijvers. Deze weergave is geschreven in de stijl van een symfonie, maar bevat naast symfonische ook jazzachtige muziek uit de tijd van de bigbands aldaar, denk daarbij aan Duke Ellington.

### Symbolic portrait
Deel 1 verbeeldt de wereld gedurende het leven van Edgar Allan Poe; de muziek is eerst nog romantisch maar stilaan onrustiger, daarbij schuwde McKay moderne compositietechnieken niet; zo zit er in dit deel een passage waarin het ene deel van het orkest in de ene maatsoort speelt; het andere deel speelt in een ander maatsoort; vergelijkbaar met de muziek van Charles Ives; de muziek eindigt spookachtig;

### Pastoral
Deel 2 verbeeldt de wereld gedurende het leven van Sidney Lanier. De muziek is lyrisch en rustig; een schril contrast met deel 1. De titel pastoral verried het al. Weidse blikken en klanken. Het koor zingt hier tekstloze muziek.

### Westward!
Deel 3 verbeeldt de wereld gedurende het leven van Walt Whitman. Tegelijkertijd is weergeven de industriële revolutie; de verbetering van de arbeidsomstandigheden en de wil de tot dan toe bijna onbevolkte gebieden in het Midwesten te exploreren en exploiteren; een optimische stuk, dat wel als scherzo kan dienen.

### Machine Ages Blues
Deel 4 verbeeldt de wereld gedurende het leven van Carl Sandburg. De dreiging dat machines de baas worden en niet langer de mens, dringt zich op. Het deel zit vol met mechanische geluiden, waarvan één erg lijkt op een machinegeweer. De muziek is jazzy, niet vrij, maar als in een keurslijf gevangen.

### Epiloog
McKay vond zijn compositie nog niet af en stelde dat er nog een deel zou moeten volgen. Het zou moeten worden voorbereid door de voortgaande tijd en moet door iedereen geschreven en geleefd worden.
De dansshow werd een aantal dagen achtereen uitgevoerd, waarbij in de laatste week Hitler Duitsland de neutrale Rijnlandstrook bezette. De mix van stijlen heeft er waarschijnlijk voor gezorgd dat het eerst goed ontvangen werk later op de plank belandde en nog slechts zelden wordt uitgevoerd.

## Bron en discografie
- Uitgave Naxos: John Nardolillo met het University of Kentucky Symphony and Women’s Choir.